# Giovanni Moretti
Giovanni Battista Moretti (ur. 20 listopada 1923 w Meina, zm. 16 października 2018 tamże) – włoski duchowny katolicki, arcybiskup, nuncjusz apostolski.

## Życiorys
28 czerwca 1947 otrzymał święcenia kapłańskie i został inkardynowany do diecezji Novara. W 1955 rozpoczął przygotowanie do służby dyplomatycznej na Papieskiej Akademii Kościelnej. 
20 września 1971 został mianowany przez Pawła VI nuncjuszem apostolskim w Tajlandii, Laosie, Malezji i Singapurze oraz biskupem tytularnym Vartana. Sakry biskupiej udzielił mu 24 października 1971 arcybiskup Opilio Rossi. 
13 marca 1978 został przeniesiony do nuncjatury w Sudanie.
10 lipca 1984 został nuncjuszem w Egipcie.
15 lipca 1989 został nuncjuszem apostolskim w Belgii, będąc jednocześnie akredytowanym w Luksemburgu. Pełnił tę funkcję do przejścia na emeryturę w marcu 1999.
Zmarł 16 października 2018.